# 중국국가급지질공원
중국국가급지질공원(中国国家地质公园)은 중화인민공화국의 국립공원 제도로 줄여서, 국무원이 관리를 하며, 줄여서 《국가지질공원》(国家地质公园)이라고 통칭한다.

## 개요
중화인민공화국 국무원 국토자원부가 공식으로 지정하는 지질공원이다. 2000년 8월 정식으로 국가지질공원의 계획이 완성되었다. 2007년 기준으로 전체 138개의 지질공원이 지정되어 있으며, 이중 유네스코 자연유산은 12곳에 이른다.
- 참고: 중국국가지질공원표

## 같이 보기
- 중국국가급자연보호구
- 중국국가중점풍경명승구
- 중국국가급삼림공원